# National Rugby League
La National Rugby League è il campionato professionistico di vertice di rugby a 13 dell'Australasia.
Nota, per ragioni di sponsorizzazione, anche come Telstra Premiership, si disputa tra 17 squadre, 16 dall'Australia e una dalla Nuova Zelanda.
La NRL nacque in seguito alla Guerra della Super League come collaborazione fra l'organo regolatore nazionale, la Australian Rugby League (ARL) e la News Corporation, che controllava la Super League, dopo che le due organizzazioni corsero in parallelo fino al 1997. Da allora la NRL è stata vinta da undici squadre: Brisbane Broncos, Bulldogs, Manly Warringah Sea Eagles, Melbourne Storm, Newcastle Knights, Penrith Panthers, St. George Illawarra Dragons, Sydney Roosters, Wests Tigers, South Sydney Rabbitohs e North Queensland Cowboys.
Di queste le squadre plurivincitrici sono: i Manly-Warringah Sea Eagles (2008, 2011), i Melbourne Storm (1999, 2007*, 2009*, 2012), i Brisbane Broncos (1998, 2000, 2006) e i Sydney Roosters ( 2002, 2013).
Ad inizio stagione 2010 i Melbourne sono stati sanzionati dalla lega causa aver oltrepassato il tetto salariale degli ingaggi (salary cap), gli sono stati revocati tutti i titoli dalla stagione 2005 alla stagione 2009 con l'obbligo di partecipare alla stagione 2010 senza ricevere punti per alcuna vittoria o pareggio. I titoli persi non sono assegnati alle altre squadre ma rimangono vacanti.
Ogni anno i campioni NRL giocano una partita contro i campioni della Rugby Super League europea nel World Club Challenge.

## Club attuali
| Club                          | Fondazione | Città                | Stadio                                 | Capienza      | Vittorie (Ultima) |
| ----------------------------- | ---------- | -------------------- | -------------------------------------- | ------------- | ----------------- |
| Brisbane Broncos              | 1988       | Brisbane             | Suncorp Stadium (Lang Park)            | 52,500        | 6 (2006)          |
| Canterbury-Bankstown Bulldogs | 1934       | Canterbury Bankstown | Belmore Sports Ground ANZ Stadium      | 25,000 84,000 | 8 (2004)          |
| Canberra Raiders              | 1981       | Canberra             | Canberra Stadium                       | 25,000        | 3 (1994)          |
| Cronulla-Sutherland Sharks    | 1967       | Cronulla             | Remondis Stadium                       | 22,500        | 1 (2016)          |
| Dolphins                      | 2023       | Brisbane             | Lang Park                              | 52,500        |                   |
| Gold Coast Titans             | 2007       | Gold Coast           | Cbus Super Stadium                     | 27,400        |                   |
| Sea Eagles                    | 1947       | Manly                | Brookvale Oval                         | 23,000        | 8 (2011)          |
| Melbourne Storm               | 1997       | Melbourne            | Melbourne Rectangular Stadium          | 30,050        | 3 (2017)          |
| Newcastle Knights             | 1988       | Newcastle            | Hunter Stadium                         | 33,000        | 2 (2001)          |
| NZ Warriors                   | 1995       | Auckland             | Mount Smart Stadium                    | 30,000        |                   |
| N. Queensland Cowboys         | 1995       | Townsville           | 1300SMILES Stadium                     | 26,500        | 1 (2015)          |
| Parramatta Eels               | 1947       | Parramatta           | Parramatta Stadium ANZ Stadium         | 21,487 84,000 | 4 (1986)          |
| Penrith Panthers              | 1967       | Penrith              | Penrith Stadium                        | 22,500        | 2 (2003)          |
| South Sydney                  | 1908       | Sydney               | Sydney Football Stadium                | 84,000        | 21 (2014)         |
| St. George Illawarra Dragons  | 1998       | Wollongong           | Wollongong Showground WIN Jubilee Oval | 23,750 22,000 | 1 (2010)          |
| Sydney Roosters               | 1908       | Sydney               | Sydney Football Stadium                | 45,500        | 14 (2018)         |
| Wests Tigers                  | 1999       | Sydney               | Campbelltown Stadium Leichhardt Oval   | 22,000        | 1 (2005)          |

Due squadre sono joint venture tra due club che precedentemente giocarono nella ARL, i Wests Tigers,joint venture tra i Balmain Tigers e i Western Suburbs Magpies e i St. George Illawarra Dragons, che sono una joint venture tra i St. George Dragons e gli Illawarra Steelers.

## Stagione
La stagione si divide in due Fasi: Premiership Season e Final Series

### Premiership Season
La prima fase è detta Premiership Season dura 26 settimane e vede le squadre affrontarsi in un girone unico in cui ogni squadra gioca 24 partite più due turni di riposo (Bye). Vengono Assegnati 2 punti per vittoria, 1 per pareggio, 0 per sconfitta e 2 per ogni Bye.
Alla fine della premiership season le prime otto squadre si qualificano per la fase successiva: le Final Series. Inoltre la squadra prima classificata in premiership season vince la Minor Premiership.

### Final Series
Le Final Series consistono in una serie di scontri ad eliminazione diretta:
1. Qualifying & Elimination finals: Questo turno vede sfidarsi tra loro le prime quattro squadre classificate in premiership season (Qualifying), rispettivamente 1° vs. 4° (QF1) e 2° vs. 3° (QF2) in casa della meglio classificata, le due vincitrici accederanno direttamente alle Preliminary finals (3º turno) con avrà il favore del campo, mentre le due perdenti giocheranno nel secondo turno col favore del campo. Contemporaneamente si sfideranno tra loro le squadre dal quinto all'ottavo posto della premiership season (Elimination), rispettivamente 5° Vs. 8° (EF1) e 6° vs. 7° (EF2) in casa della meglio classificata, le due vincitrici accederanno al secondo turno, mentre le due perdenti sono eliminate.
2. Semi Finals: Questo turno vede sfidarsi le due perdenti del Qualifying e le due vincenti dell'Elimination in casa della meglio classificata in Premiership Season, rispettivamente la perdente di QF1 vs. la vincente di EF1 (SF1) e la perdente di QF2 vs. la vincente di EF2 (SF2). Le due squadre vincenti accederanno alle Preliminary finals, mentre le due perdenti sono eliminate
3. Preliminary finals: Questo turno vede sfidarsi le due Vincenti del Qualifying e le due vincenti delle Semi finals in casa delle vincitrici del Qualifying, rispettivamente la vincente di QF1 vs. la vincente di SF2 (PF1) e vincente di QF2 vs. la vincente di SF1 (Pf2), le due squadre vincenti accedono al Grand final, le altre vengono eliminate
4. Grand final: Rappresenta la Finale della NRL viene giocato al Sydney Olympic Park. Il vincitore viene nominato campione della NRL (Premiership)

## Risultati Grand Final
| Stagione | Grand Finals                  | Grand Finals | Grand Finals                  | Minor Premiership                     |
| Stagione | Premiership                   | Risultato    | Finalista                     | Minor Premiership                     |
| -------- | ----------------------------- | ------------ | ----------------------------- | ------------------------------------- |
| 1998     | Brisbane Broncos              | 38 – 12      | Canterbury-Bankstown Bulldogs | Brisbane Broncos (37 pt)              |
| 1999     | Melbourne Storm               | 20 – 18      | St George Illawarra Dragons   | Cronulla-Sutherland Sharks (40 pt)    |
| 2000     | Brisbane Broncos              | 14 – 6       | Sydney Roosters               | Brisbane Broncos (38 pt)              |
| 2001     | Newcastle Knights             | 30 – 24      | Parramatta Eels               | Parramatta Eels (42 pt)               |
| 2002     | Sydney Roosters               | 30 – 8       | New Zealand Warriors          | New Zealand Warriors (38 pt)          |
| 2003     | Penrith Panthers              | 18 – 6       | Sydney Roosters               | Penrith Panthers (40 pt)              |
| 2004     | Canterbury-Bankstown Bulldogs | 16 – 13      | Sydney Roosters               | Sydney Roosters (42 pt)               |
| 2005     | Wests Tigers                  | 30 – 16      | North Queensland Cowboys      | Parramatta Eels (36 pt)               |
| 2006     | Brisbane Broncos              | 15 – 8       | Melbourne Storm               | Melbourne Storm (44 pt) *Revocato     |
| 2007     | Melbourne Storm *Revocato     | 34 – 8       | Manly Warringah Sea Eagles    | Melbourne Storm (44 pt) *Revocato     |
| 2008     | Manly Warringah Sea Eagles    | 40 – 0       | Melbourne Storm               | Melbourne Storm (38 pt) *Revocato     |
| 2009     | Melbourne Storm *Revocato     | 23 – 16      | Parramatta Eels               | St George Illawarra Dragons (38 pt)   |
| 2010     | St George Illawarra Dragons   | 32 – 8       | Sydney Roosters               | St George Illawarra Dragons (38 pt)   |
| 2011     | Manly Warringah Sea Eagles    | 24 – 10      | New Zealand Warriors          | Melbourne Storm (42 pt)               |
| 2012     | Melbourne Storm               | 14 – 4       | Canterbury-Bankstown Bulldogs | Canterbury-Bankstown Bulldogs (40 pt) |
| 2013     | Sydney Roosters               | 26 – 18      | Manly Warringah Sea Eagles    | Sydney Roosters (40 pt)               |
| 2014     | South Sydney Rabbitohs        | 30 – 6       | Canterbury Bankstown Bulldogs | Sydney Roosters (36 pt)               |
| 2015     | North Queensland Cowboys      | 17 – 16      | Brisbane Broncos              | Sydney Roosters (40 pt)               |

## Albo d'oro

### Premiership
|    | Club                          | Vittorie | Anni Vincenti    |
| -- | ----------------------------- | -------- | ---------------- |
| 1  | Brisbane Broncos              | 3        | 1998, 2000, 2006 |
| 2  | Melbourne Storm               | 2        | 1999, 2012       |
| 3  | Sydney Roosters               | 2        | 2002, 2013       |
| 4  | Manly Warringah Sea Eagles    | 2        | 2008, 2011       |
| 5  | Newcastle Knights             | 1        | 2001             |
| 6  | Penrith Panthers              | 1        | 2003             |
| 7  | Canterbury-Bankstown Bulldogs | 1        | 2004             |
| 8  | Wests Tigers                  | 1        | 2005             |
| 9  | St George Illawarra Dragons   | 1        | 2010             |
| 10 | South Sydney Rabbitohs        | 1        | 2014             |
| 11 | North Queensland Cowboys      | 1        | 2015             |

### Finalisti
|   | Club                          | Numero | Anni                   |
| - | ----------------------------- | ------ | ---------------------- |
| 1 | Sydney Roosters               | 4      | 2000, 2003, 2004, 2010 |
| 2 | Canterbury-Bankstown Bulldogs | 3      | 1998, 2012, 2014       |
| 3 | Parramatta Eels               | 2      | 2001, 2009             |
| 4 | New Zealand Warriors          | 2      | 2002, 2011             |
| 5 | Melbourne Storm               | 2      | 2006, 2008             |
| 6 | Manly Warringah Sea Eagles    | 2      | 2007, 2013             |
| 7 | St George Illawarra Dragons   | 1      | 1999                   |
| 8 | North Queensland Cowboys      | 1      | 2005                   |
| 9 | Brisbane Broncos              | 1      | 2015                   |

### Minor Premiership
|   | Club                          | Vittorie | Anni Vincenti          |
| - | ----------------------------- | -------- | ---------------------- |
| 1 | Sydney Roosters               | 4        | 2004, 2013, 2014, 2015 |
| 2 | Brisbane Broncos              | 2        | 1998, 2000             |
| 3 | Parramatta Eels               | 2        | 2001, 2005             |
| 4 | St George Illawarra Dragons   | 2        | 2009, 2010             |
| 5 | Cronulla Sharks               | 1        | 1999                   |
| 6 | New Zealand Warriors          | 1        | 2002                   |
| 7 | Penrith Panthers              | 1        | 2003                   |
| 8 | Melbourne Storm               | 1        | 2011                   |
| 9 | Canterbury-Bankstown Bulldogs | 1        | 2012                   |